# آروانکادو
آروانکادو (به انگلیسی: Aruvankadu) یک منطقهٔ مسکونی در هند است که در تامیل نادو واقع شده‌است. آروانکادو ۱٬۸۹۰ متر بالاتر از سطح دریا واقع شده‌است.